# ニコラス・ロドリゲス (セーリング選手)
ニコラス・ロドリゲス（Nicolás Rodríguez García-Paz, 1991年4月30日 - ）は、スペイン・ガリシア州ポンテベドラ県ビーゴ出身の男子セーリング競技選手。2020年東京オリンピック470級銅メダリスト。

## 経歴
ロドリゲス家は船乗りの家系であり、父親はオートバイレーサーだった。
470級では主としてジョルディ・シャマルと組んでいる。2017年にモナコで開催されたヨーロッパ選手権では、470級で3位となった。2018年にデンマークのオーフスで開催されたセーリング世界選手権では、470級で3位となった。
2019年にイタリアのサンレーモで開催されたヨーロッパ選手権では、470級で2位となった。2019年に日本の江ノ島で開催された世界選手権では、470級で2位となった。
2021年にポルトガルのヴィラモウラで開催されたヨーロッパ選手権では、470級で2位となった。同年にやはりヴィラモウラで開催された世界選手権では、470級で3位となった。2021年に日本の東京で開催された2020年東京オリンピックでは、ジョルディ・シャマルと組んだフィン級で銅メダルを獲得した。